# 阿赫氏碘泡虫
阿赫氏碘泡虫（学名：Myxobolus achmerovi）为碘泡科碘泡虫属的动物。分布于俄罗斯以及浙江、湖北、海南等，营寄生生活，寄生在鲫、兴凯橘的肠、胆囊以及条纹二须鲃的体表。